# Rúben Dias
Rúben Santos Gato Alves Dias (Amadora, Lisboa, 14 de mayo de 1997), más conocido como Rúben Dias, es un futbolista portugués que juega en la demarcación de defensa y su equipo es el Manchester City F. C. de la Premier League inglesa.

## Trayectoria

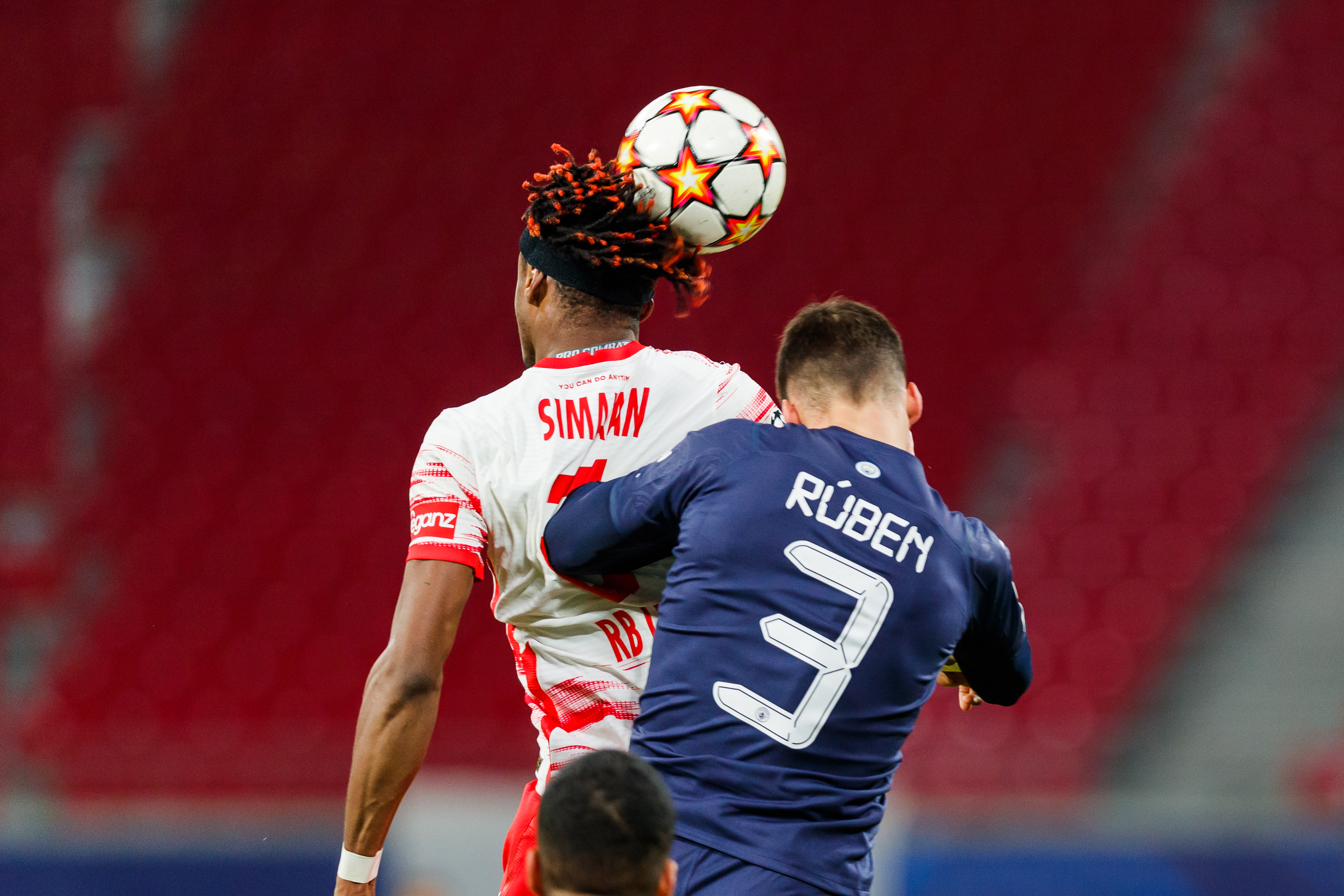
Rúben, de espaldas, vistiendo con la camiseta del Manchester City en 2021.

Con nueve años empezó a formarse como futbolista en el C. F. Estrela da Amadora, y dos años después, en 2008 se marchó para formar parte de la disciplina del S. L. Benfica. El 30 de septiembre de 2015, tras ascender al equipo reserva, debutó en un partido contra el G. D. Chaves en la Segunda Liga.
En la temporada 2017-18, el 16 de septiembre de 2017, hizo su debut con el primer equipo, en un partido contra el Boavista F. C., completando el partido desde el inicio. El 2 de noviembre de 2019 disputó su centésimo partido y anotó el primer gol del triunfo ante el Rio Ave F. C.
El 26 de septiembre de 2020, tres años después de su debut, lució el brazalete de capitán y marcó un gol en el partido ante el Moreirense F. C. en el que podía ser su último partido con el equipo.
Al día siguiente el conjunto lisboeta anunció su traspaso al Manchester City F. C. a cambio de 68 millones de euros más 3,6 en variables. Debutó el 3 de octubre en un empate a uno ante el Leeds United F. C. en la Premier League, competición en la que logró su primer gol como citizen el 27 de febrero de 2021 en un encuentro ante el West Ham United F. C. El equipo se acabó llevando el título y al término de la temporada recibió el Premio FWA al futbolista del año y el de Jugador del Año de la Premier League. También fue considerado el mejor defensa de la Liga de Campeones de la UEFA 2020-21.

## Selección nacional
Tras jugar en la selección de fútbol sub-16 de Portugal, en la sub-17, en la sub-19, en la sub-20 y en la sub-21, finalmente hizo su debut con la selección absoluta el 28 de mayo de 2018 en un encuentro contra Túnez que finalizó con un resultado de empate a dos tras los goles de André Silva y João Mário para Portugal, y de Anice Badri y Fakhreddine Ben Youssef para Túnez.
El 17 de noviembre de 2020 marcó sus primeros dos goles con la selección, el segundo de ellos en el minuto 90, que permitieron a Portugal ganar por 2 a 3 a Croacia en la última jornada de la fase de grupos de la Liga de Naciones de la UEFA 2020-21.

### Participaciones en la Copa del Mundo
| Mundial                     | Sede  | Resultado        | Partidos | Goles |
| --------------------------- | ----- | ---------------- | -------- | ----- |
| Copa Mundial de Fútbol 2018 | Rusia | Octavos de final | 0        | 0     |
| Copa Mundial de Fútbol 2022 | Catar | Cuartos de final | 4        | 0     |

### Participaciones en Eurocopas
| Copa          | Sede     | Resultado        | Partidos | Goles |
| ------------- | -------- | ---------------- | -------- | ----- |
| Eurocopa 2020 | Europa   | Octavos de final | 4        | 0     |
| Eurocopa 2024 | Alemania | Cuartos de final | 4        | 0     |

### Goles internacionales
| N.º | Fecha                   | Estadio                                 | Rival     | Gol | Resultado | Competición                         |
| --- | ----------------------- | --------------------------------------- | --------- | --- | --------- | ----------------------------------- |
| 1   | 17 de noviembre de 2020 | Estadio Poljud, Split, Croacia          | Croacia   | 1-1 | 2-3       | Liga de Naciones de la UEFA 2020-21 |
| 2   | 17 de noviembre de 2020 | Estadio Poljud, Split, Croacia          | Croacia   | 2-3 | 2-3       | Liga de Naciones de la UEFA 2020-21 |
| 3   | 4 de junio de 2024      | Estadio José Alvalade, Lisboa, Portugal | Finlandia | 1-0 | 4-2       | Amistoso                            |

## Estadísticas

### Clubes
Actualizado al último partido disputado el 16 de agosto de 2025.
| Club                             | Div.          | Temporada     | Liga  | Liga  | Copas nacionales | Copas nacionales | Copas internacionales | Copas internacionales | Total | Total |
| Club                             | Div.          | Temporada     | Part. | Goles | Part.            | Goles            | Part.                 | Goles                 | Part. | Goles |
| -------------------------------- | ------------- | ------------- | ----- | ----- | ---------------- | ---------------- | --------------------- | --------------------- | ----- | ----- |
| S. L. Benfica "B" Portugal       | 2.ª           | 2015-16       | 26    | 0     | ―                | ―                | ―                     | ―                     | 26    | 0     |
| S. L. Benfica "B" Portugal       | 2.ª           | 2016-17       | 28    | 0     | ―                | ―                | ―                     | ―                     | 28    | 0     |
| S. L. Benfica "B" Portugal       | 2.ª           | 2017-18       | 1     | 0     | ―                | ―                | ―                     | ―                     | 1     | 0     |
| S. L. Benfica "B" Portugal       | Total club    | Total club    | 55    | 0     | 0                | 0                | 0                     | 0                     | 55    | 0     |
| S. L. Benfica Portugal           | 1.ª           | 2017-18       | 24    | 3     | 4                | 1                | 2                     | 0                     | 30    | 4     |
| S. L. Benfica Portugal           | 1.ª           | 2018-19       | 32    | 3     | 8                | 0                | 15                    | 1                     | 55    | 4     |
| S. L. Benfica Portugal           | 1.ª           | 2019-20       | 33    | 2     | 8                | 0                | 8                     | 1                     | 49    | 3     |
| S. L. Benfica Portugal           | 1.ª           | 2020-21       | 2     | 1     | 0                | 0                | 1                     | 0                     | 3     | 1     |
| S. L. Benfica Portugal           | Total club    | Total club    | 91    | 9     | 20               | 1                | 26                    | 2                     | 137   | 12    |
| Manchester City F. C. Inglaterra | 1.ª           | 2020-21       | 32    | 1     | 7                | 0                | 11                    | 0                     | 50    | 1     |
| Manchester City F. C. Inglaterra | 1.ª           | 2021-22       | 29    | 2     | 3                | 0                | 8                     | 0                     | 40    | 2     |
| Manchester City F. C. Inglaterra | 1.ª           | 2022-23       | 26    | 0     | 5                | 0                | 12                    | 1                     | 43    | 1     |
| Manchester City F. C. Inglaterra | 1.ª           | 2023-24       | 30    | 0     | 5                | 0                | 10                    | 0                     | 45    | 0     |
| Manchester City F. C. Inglaterra | 1.ª           | 2024-25       | 27    | 0     | 7                | 0                | 10                    | 0                     | 44    | 0     |
| Manchester City F. C. Inglaterra | 1.ª           | 2025-26       | 1     | 0     | 0                | 0                | 0                     | 0                     | 1     | 0     |
| Manchester City F. C. Inglaterra | Total club    | Total club    | 145   | 3     | 27               | 0                | 51                    | 1                     | 223   | 4     |
| Total carrera                    | Total carrera | Total carrera | 291   | 12    | 47               | 1                | 77                    | 3                     | 415   | 16    |
| 1. 2.                            |               |               |       |       |                  |                  |                       |                       |       |       |

## Palmarés

### Títulos nacionales
| Título                | Club                  | País       | Año  |
| --------------------- | --------------------- | ---------- | ---- |
| Primeira Liga         | S. L. Benfica         | Portugal   | 2019 |
| Supercopa de Portugal | S. L. Benfica         | Portugal   | 2019 |
| Copa de la Liga       | Manchester City F. C. | Inglaterra | 2021 |
| Premier League        | Manchester City F. C. | Inglaterra | 2021 |
| Premier League        | Manchester City F. C. | Inglaterra | 2022 |
| Premier League        | Manchester City F. C. | Inglaterra | 2023 |
| FA Cup                | Manchester City F. C. | Inglaterra | 2023 |
| Premier League        | Manchester City F. C. | Inglaterra | 2024 |
| Community Shield      | Manchester City F. C. | Inglaterra | 2024 |

### Títulos internacionales
| Título                       | Club (*)              | Sede           | Año  |
| ---------------------------- | --------------------- | -------------- | ---- |
| Liga de Naciones de la UEFA  | Selección de Portugal | Portugal       | 2019 |
| Liga de Campeones de la UEFA | Manchester City F. C. | Estambul       | 2023 |
| Supercopa de Europa          | Manchester City F. C. | El Pireo       | 2023 |
| Copa Mundial de Clubes       | Manchester City F. C. | Arabia Saudita | 2023 |
| Liga de Naciones de la UEFA  | Selección de Portugal | Alemania       | 2025 |

(*) Incluyendo la selección.

### Distinciones individuales
| Distinción                                                      | Año  |
| --------------------------------------------------------------- | ---- |
| Premio FWA al futbolista del año                                | 2021 |
| Jugador del Año de la Premier League                            | 2021 |
| Defensa del Año de la UEFA                                      | 2021 |
| Parte del XI Mundial FIFA/FIFPro                                | 2021 |
| Parte de los 100 mejores jugadores del mundo según The Guardian | 2022 |